# 점유강취죄
점유강취죄(占有強取罪)는 폭행 또는 협박으로 타인의 점유에 속하는 자기의 물건을 강취하는 죄이다. 7년 이하의 징역 또는 10년 이하의 자격정지에 처한다(325조 1항). 타인의 점유에 속하는 자기의 물건을 대상으로 하는 점에서 타인의 물건을 강취하는 죄인 강도죄와 다르다. '강취'라 함은 점유자의 반항을 억압하고 그 점유를 탈취하는 것이다. 따라서 폭행·협박은 상대방의 반항을 억압할 정도의 것이어야 한다. 여기서의 점유도 권원에 의한 점유만을 의미한다. 미수범도 처벌한다(325조 3항).

## 준점유강취죄
준점유강취죄(準占有強取罪)는 타인의 점유에 속하는 자기의 물건을 취거(取去)함에 당하여 그 탈환을 항거하거나 체포를 면탈하거나 죄적(罪跡)을 인멸할 목적으로 폭행 또는 협박을 가하는 죄. 7년 이하의 징역 또는 10년 이하의 자격정지에 처한다(325조 2항). 본죄는 이를테면 자기의 물건에 대한 준강도죄(335조)에 해당한다. 목적범이다. 탈환의 항거 등의 목적달성의 여부는 본죄의 성립에 영향이 없으며, 그러한 목적으로 폭행·협박을 가함으로써 충분하다. '취거함에 당하여'라 함은 원칙적으로 취거의 현장이어야 하나, 취거하여 도주하는 경우에 추적(追跡)되는 동안에는 이에 해당한다. 폭행·협박은 상대방의 반항을 억압할 정도라야 하며 그 상대방은 점유피취자(占有被取者)와 동일인일 필요는 없다.

## 중권리행사방해죄
중권리행사방해죄(重權利行使妨害罪)는 강요죄·점유강취죄 또는 준점유강취죄를 범하여 사람의 생명에 대한 위험을 발생하게 하는 죄. 10년 이하의 징역에 처한다.